# Мун Кьон Ча
Мун Кьон Ча (14 серпня 1965) — південнокорейська баскетболістка.
Учасниця Олімпійських Ігор 1984 року.